# Castelo de Dee
O Castelo de Dee foi um castelo do século XV, a cerca de 5 mi (8.0 km) a leste de Ballater, Aberdeenshire, na Escócia e ao sul do rio Dee.
Pode ser conhecido alternativamente como Castelo de Kinacoul.

## História
Acredita-se que o Castelo de Dee seja a antiga residência dos Gordons. Pode ter sido erguido em meados do século XV, embora outra opinião seja que foi construído por volta de 1602, queimado em 1641 e deixado em ruínas.